# Frenks Razgals
Frenks Razgals (ur. 8 sierpnia 1996 w Rydze) – łotewski hokeista, reprezentant Łotwy.
Jego ojciec Aigars (ur. 1969) także został hokeistą.

## Kariera
- SK Riga 16 (2011–2012)
- SK Riga 17 (2012–2013)
- Dinamo-Juniors Ryga (2013–2014)
- HK Rīga (2013–2017)
- Dinamo Ryga (2015–2019)
  -  HK Liepāja (2017–2019)
- HC Vítkovice (2019–2009)
  -  AZ Havířov (2008–2009)
  -  HK Zemgale (2020–2021)
- JKH GKS Jastrzębie (2021–2022)
- HK Dukla Trenczyn (2022)
- HK Poprad (2022–)

Wychowanek Prizmy Riga. Występował w rozgrywkach rodzimej łotewskiej ekstraligi. Od 2015 do 2019 po raz pierwszy był zawodnikiem Dinama Ryga w rosyjskich rozgrywkach KHL. W listopadzie 2019 podpisał umowę z czeskim klubem HC Vítkovice na okres próbny do 31 grudnia 2019, która została przedłużona, zaś pod koniec stycznia 2020 został przekazany do drużyny podległej AZ Havířov. Pod koniec listopada 2020 został zakontraktowany przez rodzimy klub HK Zemgale. W czerwcu 2021 został ogłoszony zawodnikiem drużyny JKH GKS Jastrzębie w Polskiej Hokej Lidze. Na początku maja 2022 został ogłoszony jego transfer do Dukli Trenczyn. Zwolniony tamże w październiku 2022. POd koniec listopada 2022 zaangażowany w HK Poprad.
Uczestniczył w turniejach mistrzostw świata juniorów do lat 18 edycji 2014 (Dywizja IA), mistrzostw świata juniorów do lat 20 edycji 2015, 2016 (Dywizja IA), seniorskich mistrzostw świata w 2017, 2018.

## Sukcesy

### Reprezentacyjne
- Awans do Elity mistrzostw świata juniorów do lat 18: 2014
- Awans do Elity mistrzostw świata juniorów do lat 20: 2016

### Klubowe
- Srebrny medal mistrzostw Łotwy: 2018, 2021 z HK Zemgale
- Superpuchar Polski: 2021 z JKH GKS Jastrzębie
- Brązowy medal mistrzostw Polski: 2022 z JKH GKS Jastrzębie

### Indywidualne
- Mistrzostwa świata do lat 18 w hokeju na lodzie mężczyzn 2014/I Dywizja:
  - Trzecie miejsce w klasyfikacji asystentów: 5 asyst[10]
  - Najlepszy zawodnik reprezentacji w turnieju[11]
- MHL (2016/2017):
  - Najlepszy napastnik miesiąca - listopad 2016, luty 2017
  - Mecz Gwiazd MHL
- KHL (2017/2018):
  - Najlepszy pierwszoroczniak tygodnia - 8 stycznia 2018[12]
- Optibet Hokeja Līga (2020/2021):
  - Pierwsze miejsce w klasyfikacji strzelców w fazie play-off: 6 goli